# Carlos González (boxe anglaise)
Pour les articles homonymes, voir Gonzalez.
Carlos Gonzalez est un boxeur mexicain né le 15 juin 1972 à Xochimilco.

## Carrière
Passé professionnel en 1988, il remporte le titre vacant de champion du monde des poids super-légers WBO le 29 juin 1992 après sa victoire par arrêt de l’arbitre à la 2e reprise contre Jimmy Paul. Battu par Zack Padilla le 7 juin 1993, il remporte une seconde fois cette ceinture le 29 mai 1998 aux dépens de l'italien Giovanni Parisi puis perd dès le combat suivant contre Randall Bailey par KO au premier round. Gonzalez met un terme à sa carrière en 2005 sur un bilan de 55 victoires, 8 défaites et 1 match nul.